# Clepsiphron calycopis
Clepsiphron calycopis là một loài bướm đêm trong họ Geometridae.